# Dínodo

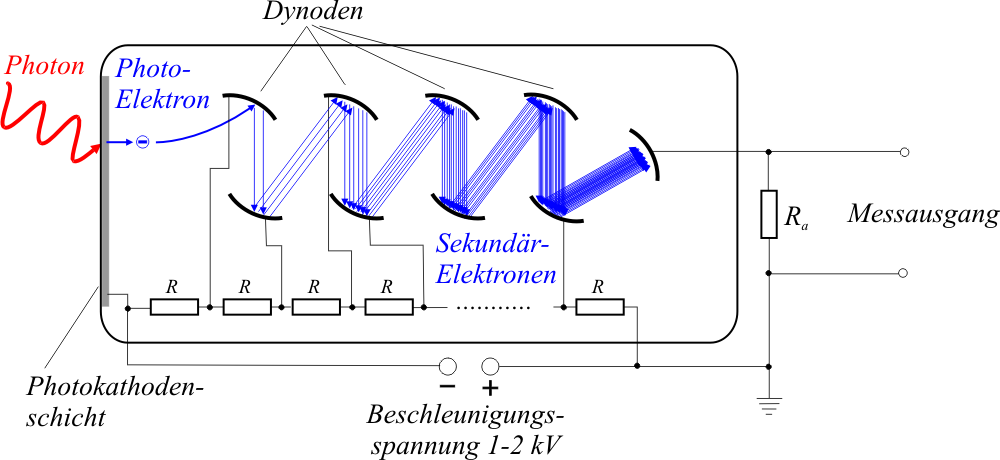
Esquema de funcionamiento de un tubo fotomultiplicador

Un dínodo es el nombre que reciben cada uno de los electrodos de un tubo fotomultiplicador. Cada dínodo está cargado más positivamente unos 100 voltios que su predecesor, de tal forma que cuando el fotocátodo del tubo recibe un fotón y consecuentemente emite un electrón, este se dirige al primer dínodo, el cual recibe el impacto del electrón en su superficie, emitiendo en un proceso secundario, a su vez más electrones que se dirigen al siguiente dínodo. Y así sucesivamente hasta llegar al ánodo receptor. De esta forma, son capaces de aumentar hasta un millón de veces la pequeña corriente emitida por el fotocátodo, produciéndose de 105 a 107 electrones por cada fotón incidente.

- Datos: Q1269210